# Porte d'Orléans (métro de Paris)
Porte d'Orléans est une station de la ligne 4 du métro de Paris, située dans le 14e arrondissement de Paris. Elle en était le terminus méridional pendant plus d'un siècle jusqu'au premier prolongement de la ligne à la station Mairie de Montrouge le 23 mars 2013.

## Situation
La station est située à l'intersection de l'avenue du Général-Leclerc, du boulevard Brune et du boulevard Jourdan, au niveau de la porte d'Orléans.

## Histoire

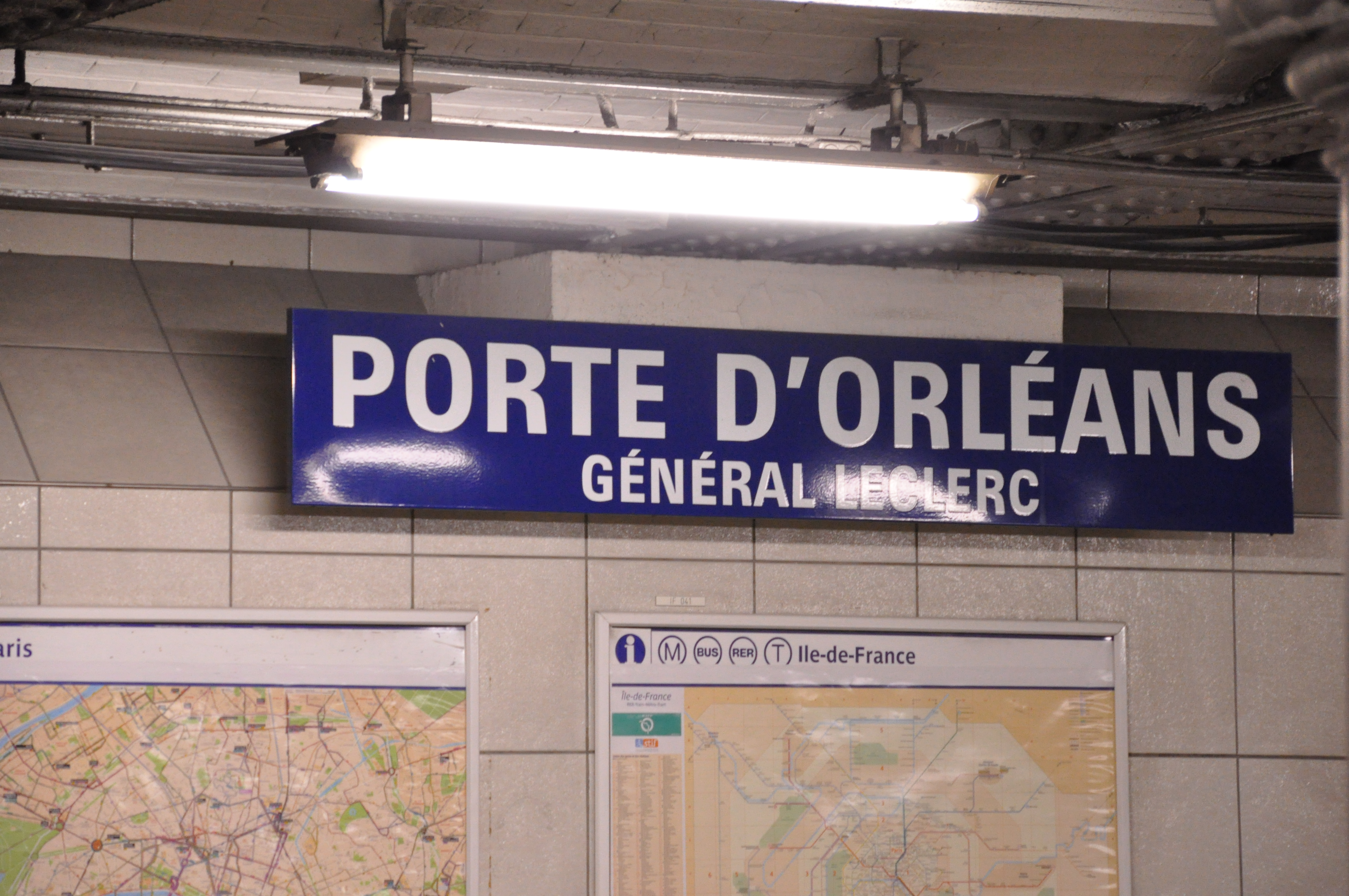
Plaque métallique indiquant le nom de la station.

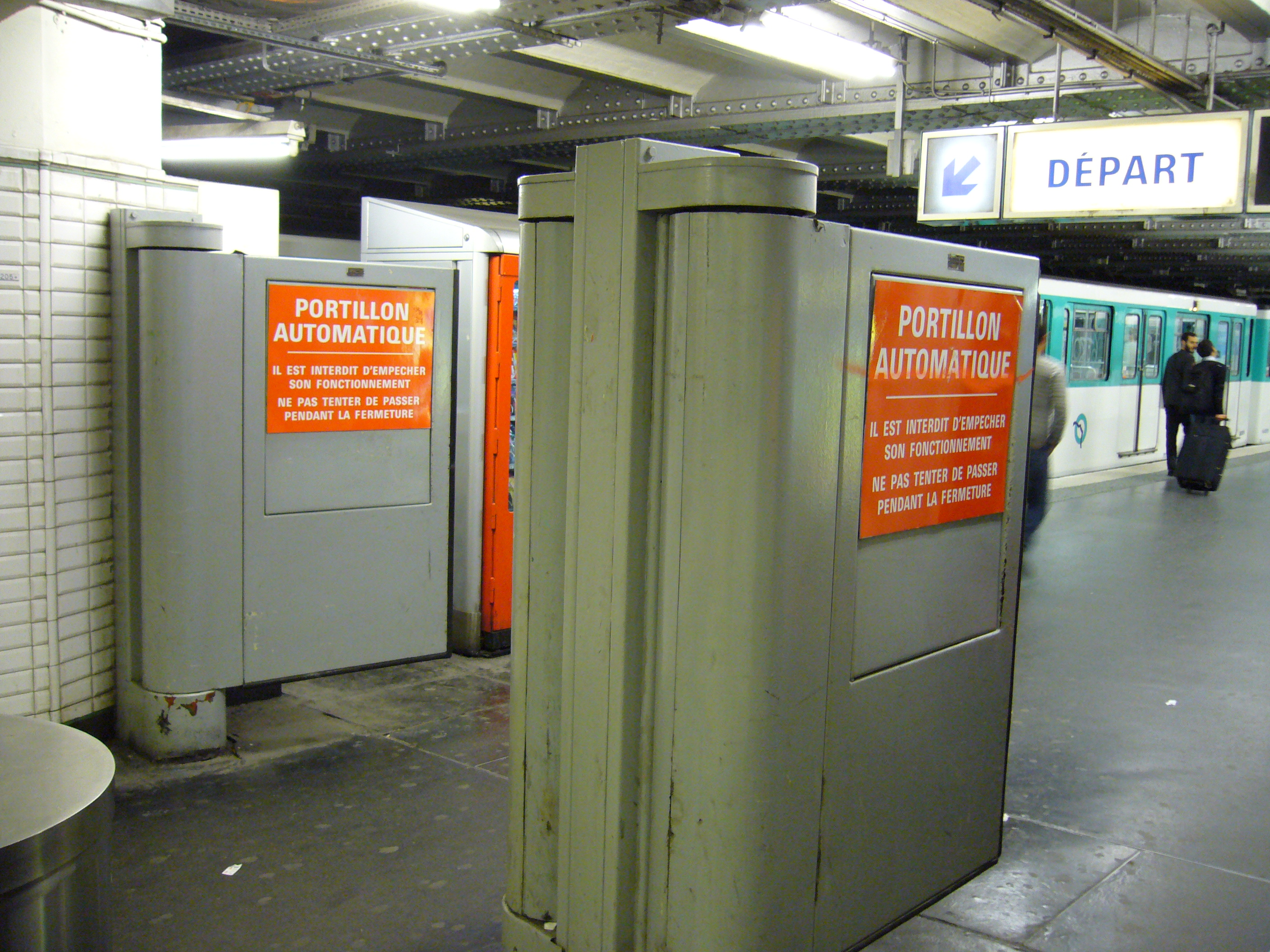
Anciens portillons automatiques de la station (supprimés en 2011).

Sur les quais, le nom de la station est sous-titré « Général Leclerc », du nom de l'avenue sous laquelle elle se trouve.
Jusqu'en 2011, elle était une des rares stations qui avaient encore des portillons automatiques. Ceux-ci étaient implantés à l'entrée du quai de départ pour Porte de Clignancourt.
À l'occasion de l'extension de la ligne jusqu'à Mairie de Montrouge, un communiqué de presse de la RATP indique que le trafic moyen journalier s'élève à plus de 27 000 entrants et sortants, ce qui en fait la plus fréquentée des stations se trouvant aux portes de la capitale. Néanmoins, depuis cette extension, sa fréquentation a diminué d'un tiers : elle a vu entrer 6 259 225 voyageurs en 2019, ce qui la place à la 56e position des stations de métro pour sa fréquentation.
En 2020, avec la crise du Covid-19, 3 314 496 voyageurs sont entrés dans cette station ce qui la place à la 48e position des stations de métro pour sa fréquentation.
En 2021, la fréquentation remonte progressivement, avec 4 175 817 voyageurs qui sont entrés dans cette station ce qui la place à la 49e position des stations de métro pour sa fréquentation.

## Services aux voyageurs

### Accès
La station possède huit accès situés tout autour de la place du 25-Août-1944 et de la place Édith-Thomas :
- l'accès no 1 « Place du 25 Août 1944 » ;
- l'accès no 2 « Boulevard Jourdan » ;
- l'accès no 3 « Boulevard Brune » ;
- l'accès no 4 « Avenue de la Porte d'Orléans » ;
- l'accès no 5 « Avenue Ernest Reyer » qui comprend trois escaliers vers les trottoirs de la gare terminus des bus ;
- l'accès no 6 « Rue de la Légion Étrangère » ;
- l'accès no 7 « Rue Poirier de Narçay » ;
- l'accès no 8 « Avenue du Général Leclerc ».

À l'occasion du prolongement de la ligne à Mairie de Montrouge, deux nouveaux accès, situés au nord de la station, ont été créés de part et d'autre de l'avenue du Général-Leclerc. Ces nouveaux accès permettent de rendre la station accessible aux personnes à mobilité réduite, comme celle de Mairie de Montrouge ; chacun d'eux est muni d'un ascenseur,. Ils ont été mis en service en mars 2014, avec un retard de plusieurs mois alors que la dernière date prévue était « courant 2013 ». Ces nouveaux accès ne pouvaient être créés qu'après le prolongement à Mairie de Montrouge car l'un d'eux a nécessité de condamner l'une des deux voies servant au départ des trains vers Porte de Clignancourt, devenue inutilisée depuis le prolongement. Ils donnent chacun sur un seul quai.

Accès à la station
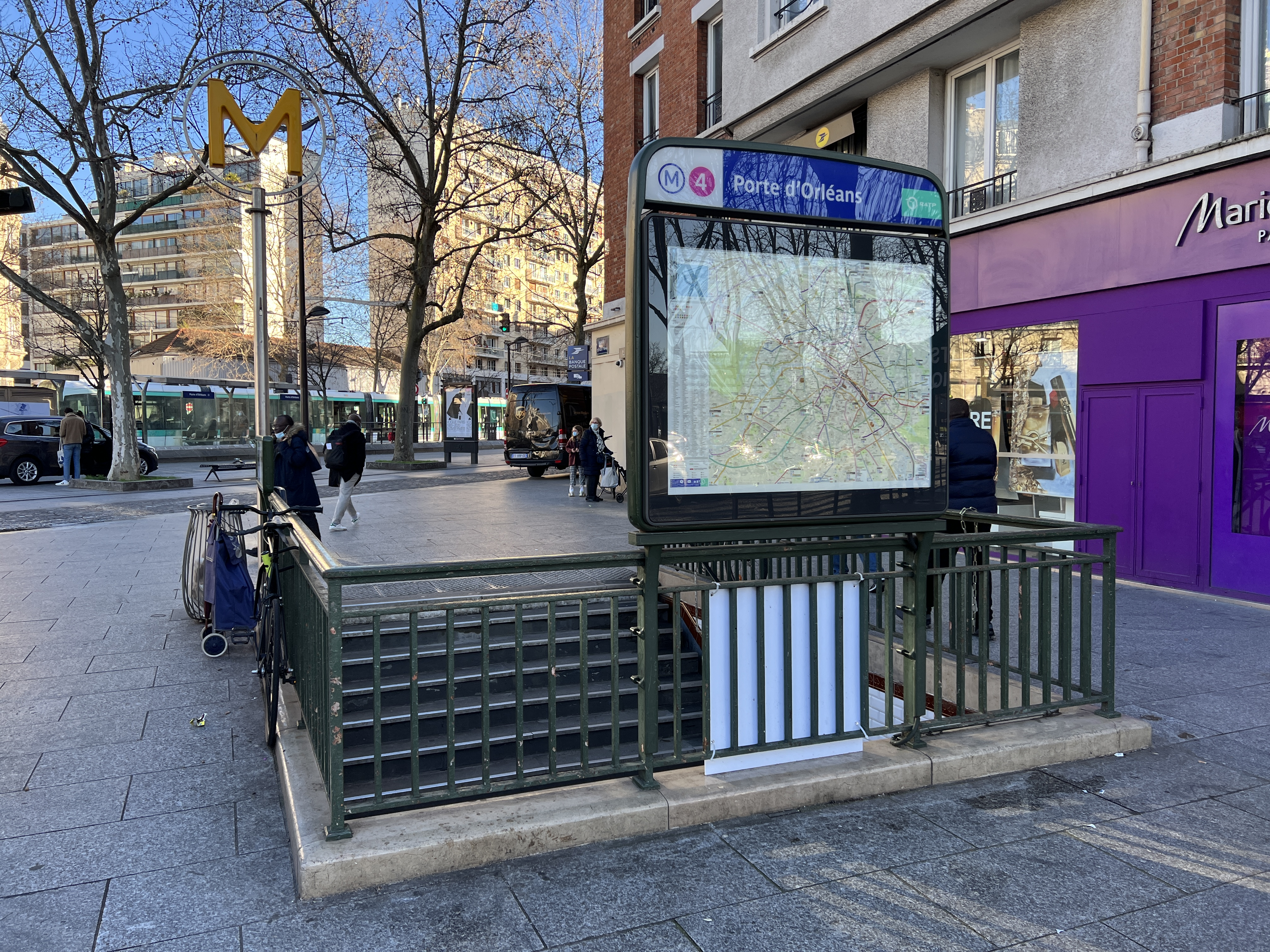
L'accès no 1 « Place du 25 Août 1944 ».
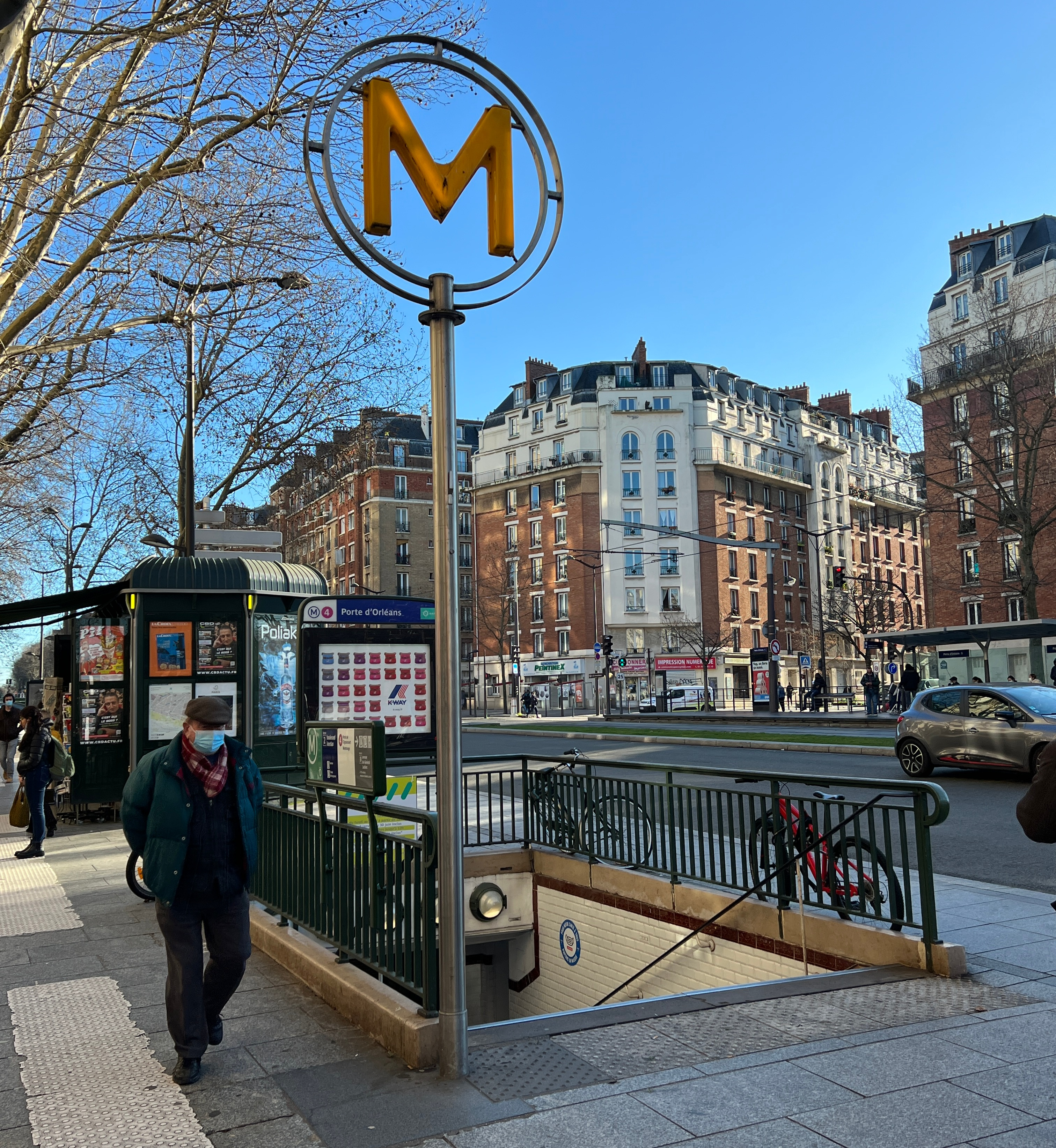
L'accès no 2 « Boulevard Jourdan ».
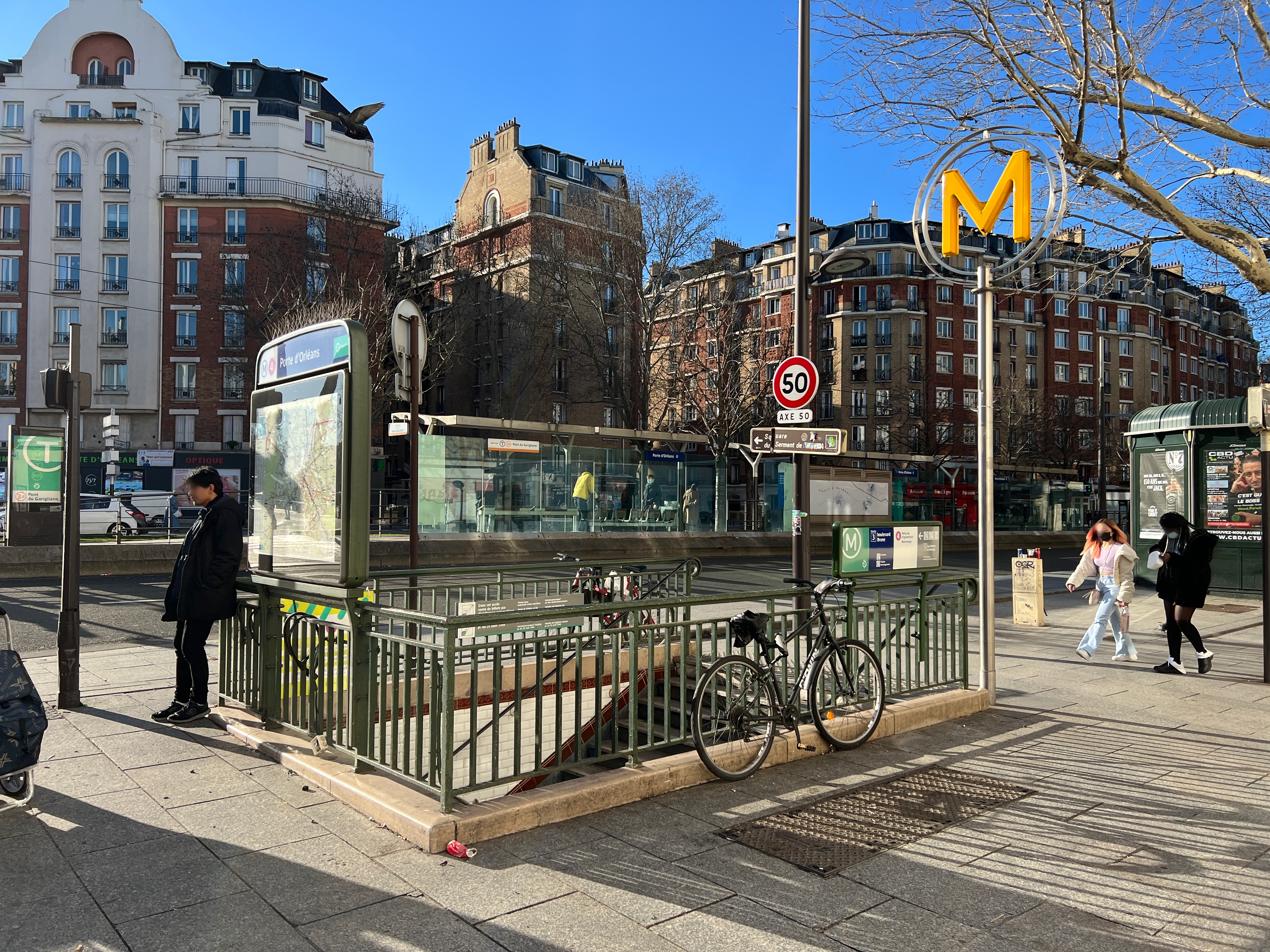
L'accès no 3 « Boulevard Brune ».
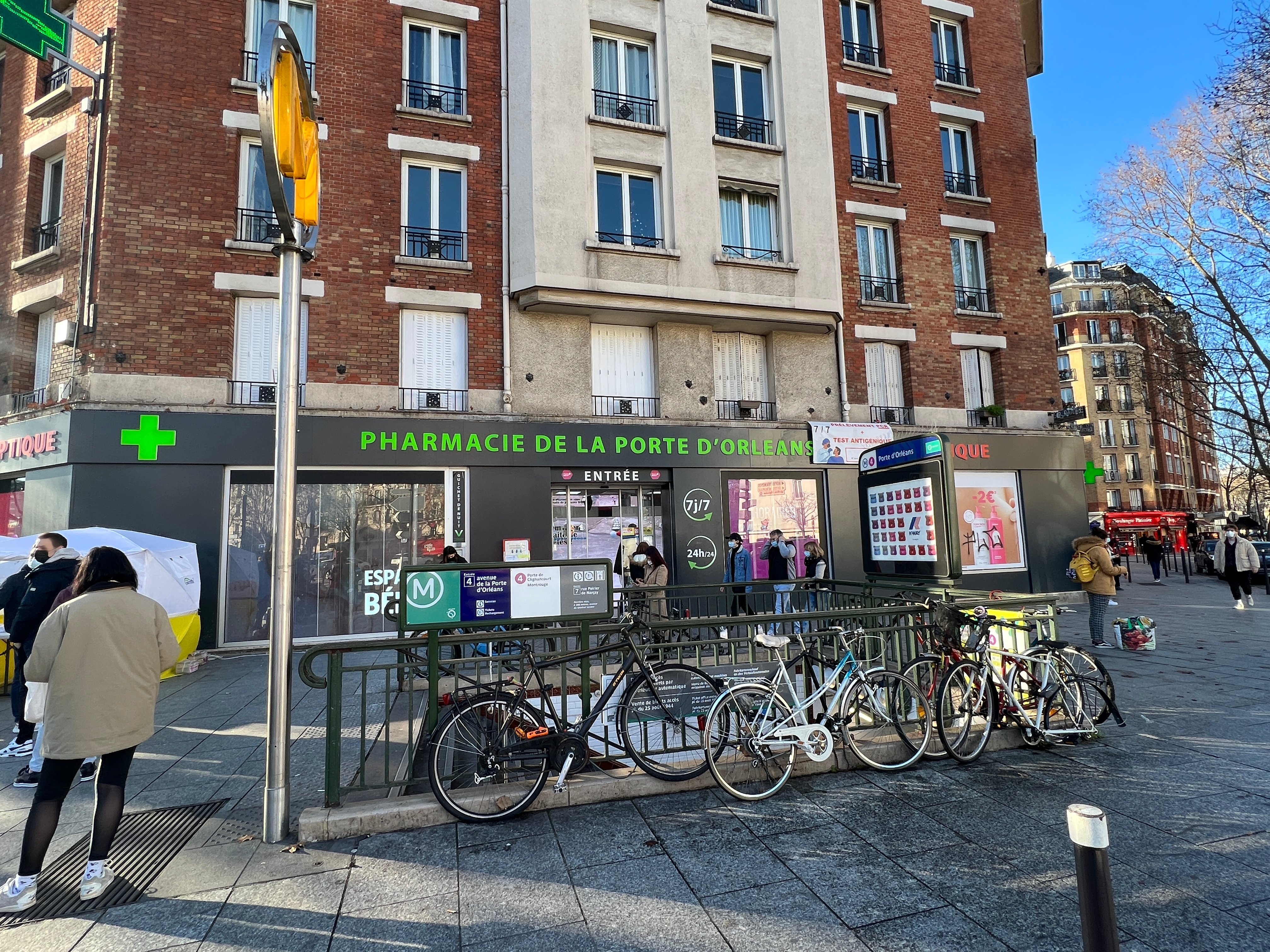
L'accès no 4 « Avenue de la Porte d'Orléans ».
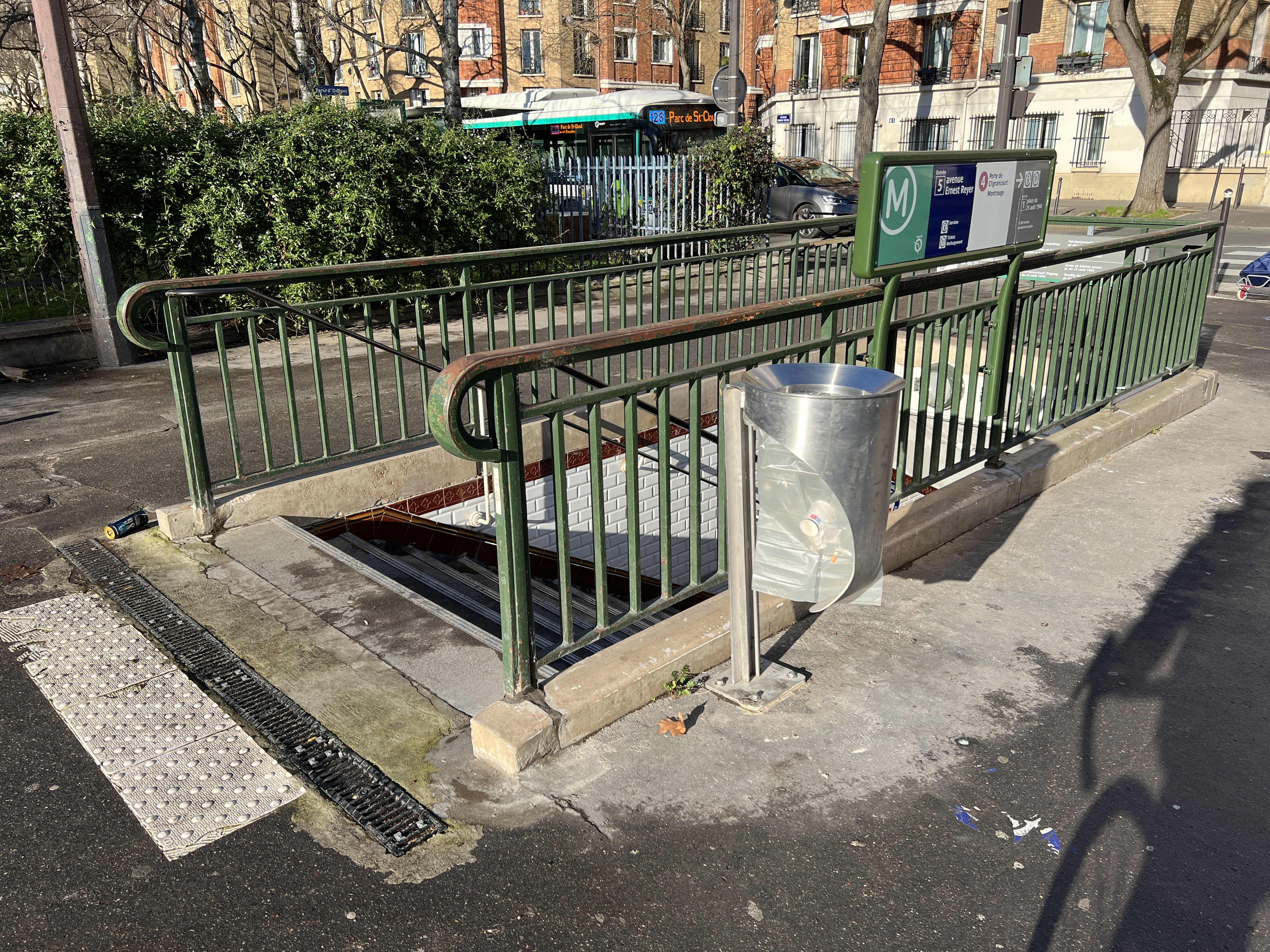
L'accès no 5 « Avenue Ernest Reyer ».
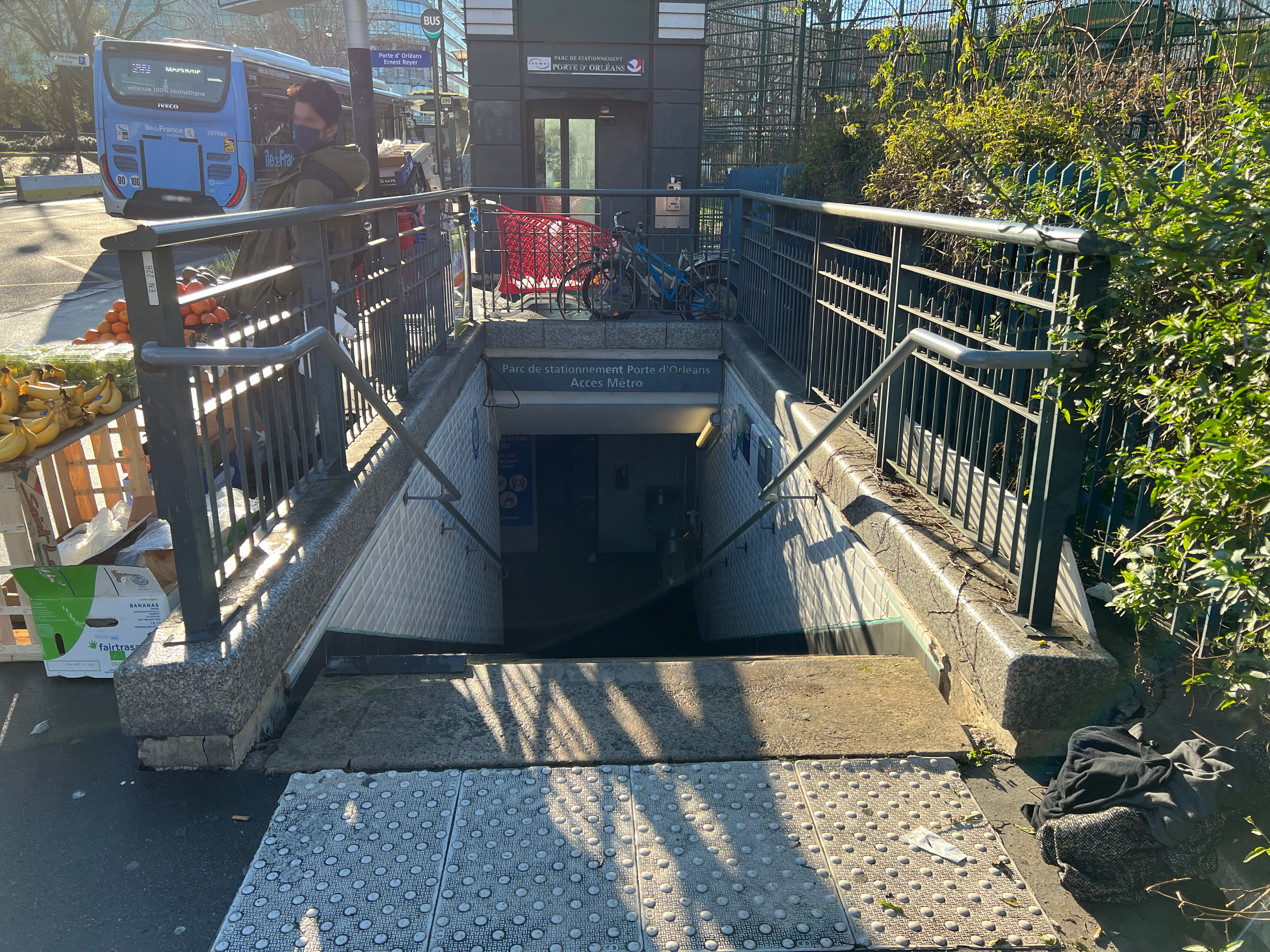
L'accès no 6 « Rue de la Légion Étrangère ».
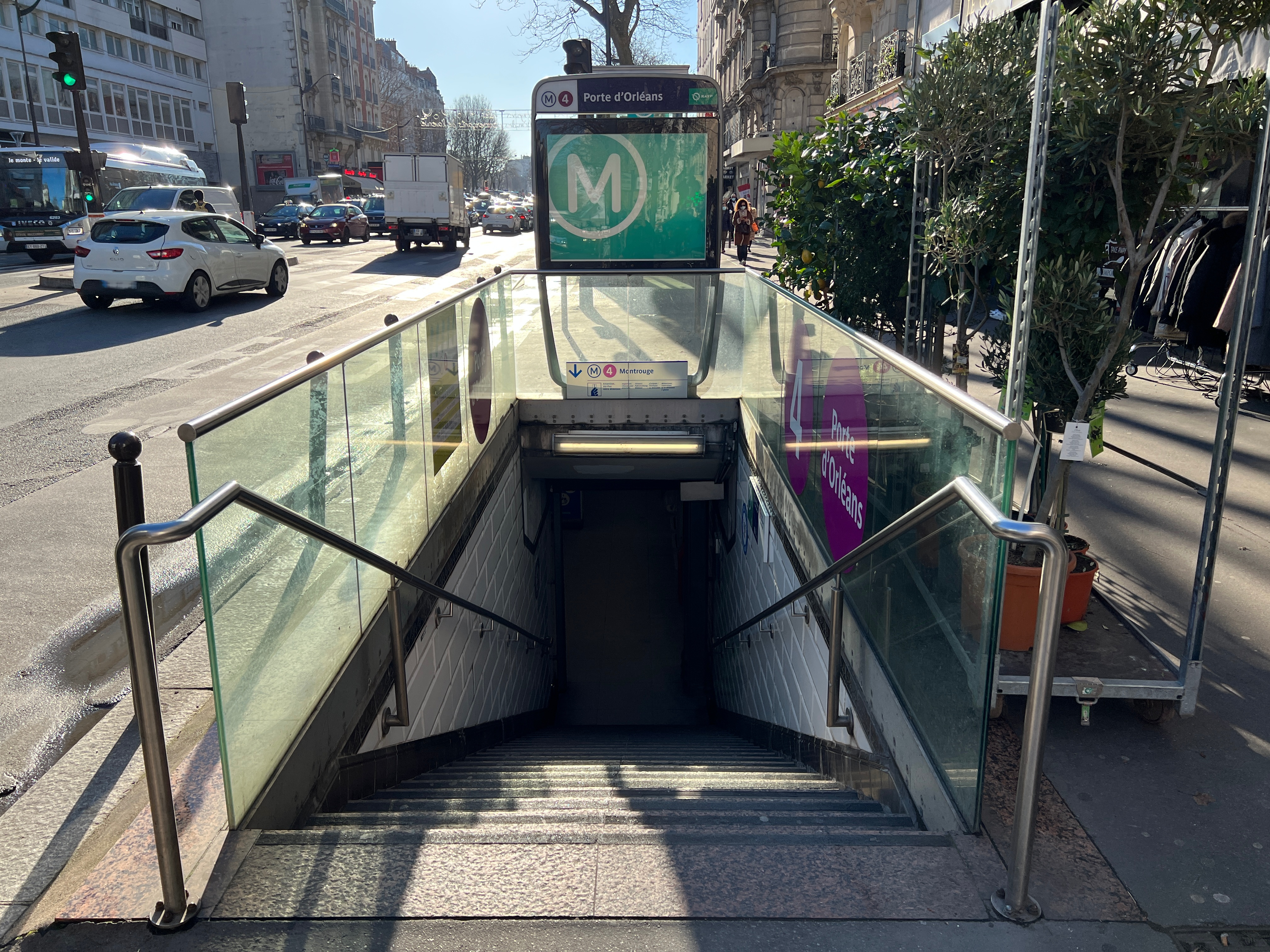
L'accès no 7 « Rue Poirier de Narçay ».
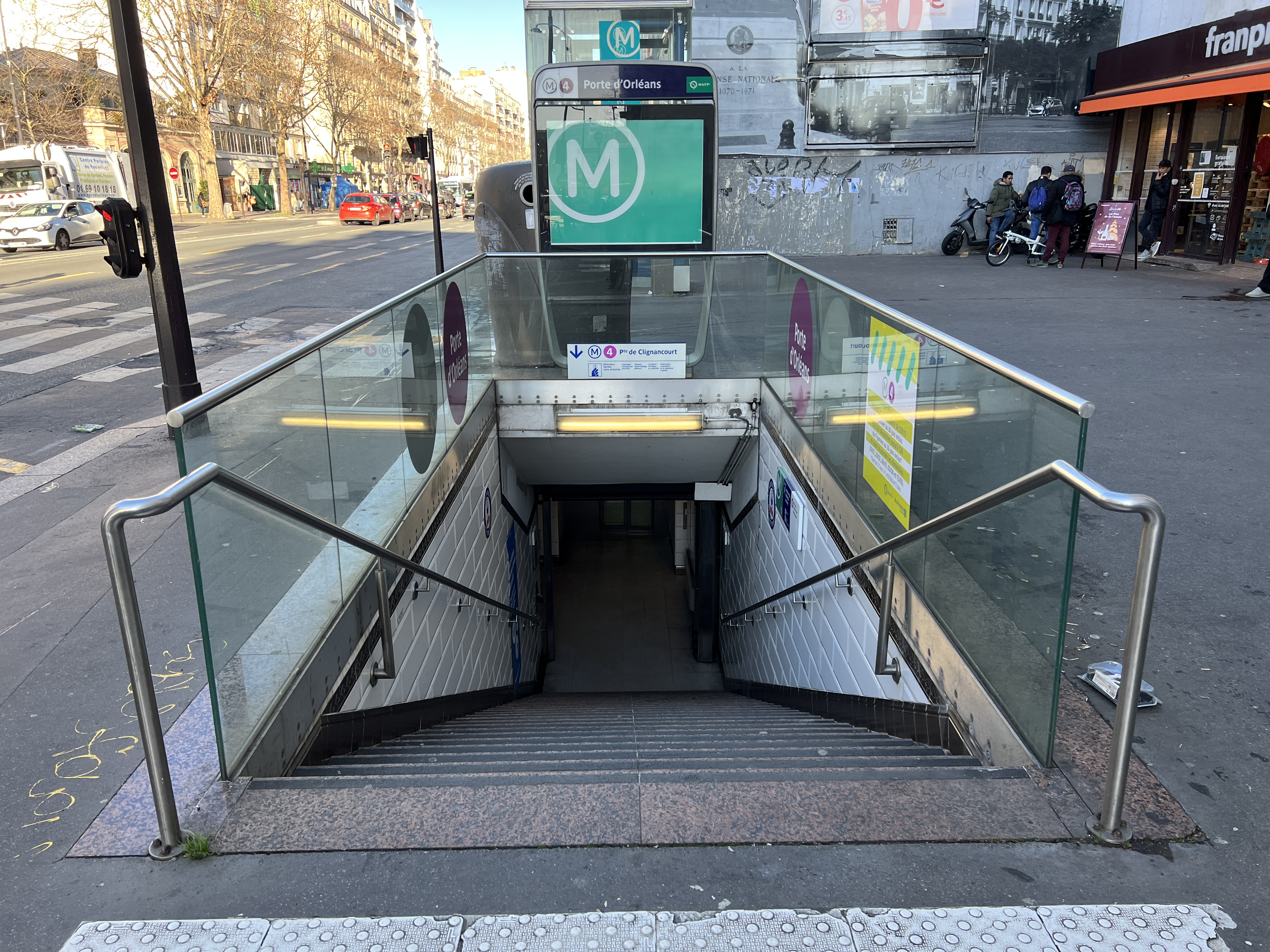
L'accès no 8 « Avenue du Général Leclerc ».

### Quais

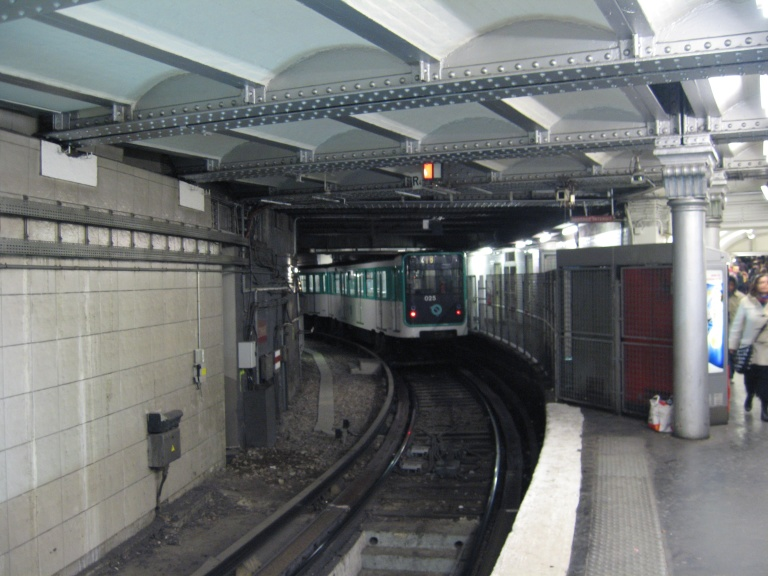
La boucle de Porte d'Orléans en 2008 avant le prolongement à Mairie de Montrouge. C'est désormais une voie de garage en impasse.

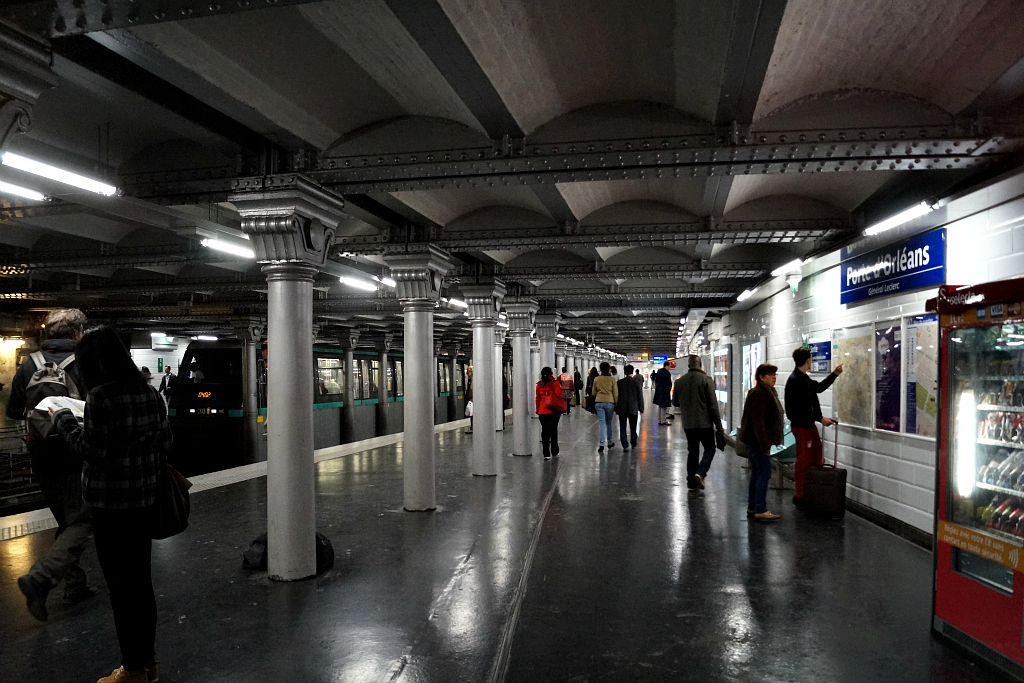
Le quai situé à l'emplacement de l'ancienne troisième voie, en 2015.

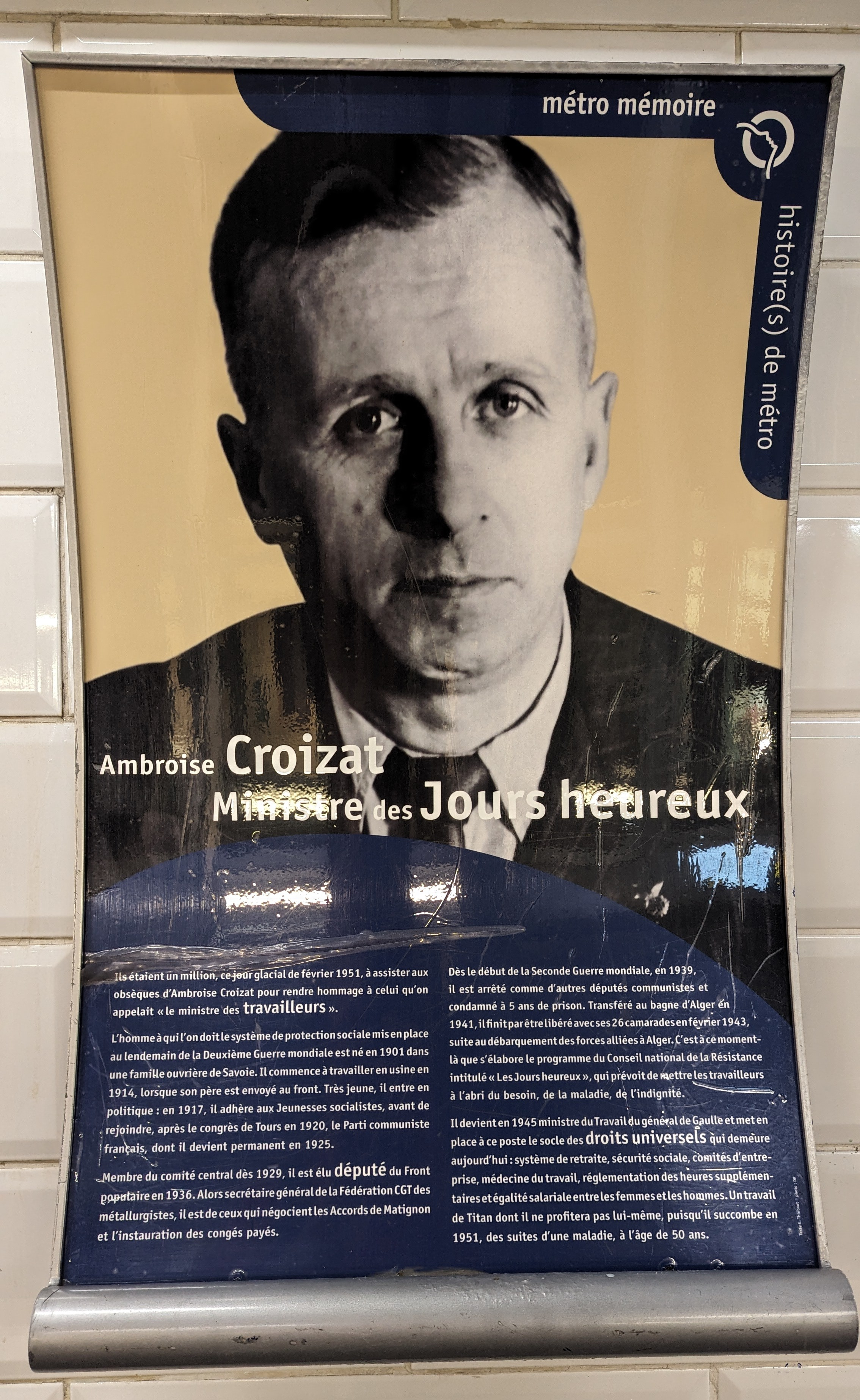
Biographie d'Ambroise Croizat, ministre à l'origine de la sécurité sociale, sur le mur du quai.

Porte d'Orléans est une station de configuration standard : elle possède deux quais séparés par les voies du métro. Le quai Porte de Clignancourt est cependant très large car il est composé du quai central des départs, existant lorsque la station était terminus de la ligne, qui a été prolongé sur la seconde voie des départs supprimée lorsque la station a perdu ce statut de station terminus. Établie à fleur de sol, le plafond est constitué d'un tablier métallique, dont les poutres, de couleur argentée, sont supportées par des piédroits verticaux ainsi que par des poteaux placés au milieu de l'ancien quai central. Les tympans et les piédroits sont munis de grands carreaux biseautés blancs (que l'on ne retrouve que dans certains couloirs de correspondance de Châtelet). Les cadres publicitaires sont métalliques et le nom de la station est en police de caractère Parisine sur plaque émaillée. Les sièges sont du style « Akiko » de couleur jade.
Dans le cadre de l'automatisation de la ligne 4, les quais de la station sont entièrement équipés de portes palières depuis mars 2021. C'est la dernière des 27 stations préexistantes à en être équipée, avant le début de leur installation sur les 2 nouvelles stations du prolongement vers Bagneux.

### Intermodalité
La station est desservie par les lignes 38, 68, 92, 125, 126, 128, 187, 188, 194, 197, 299, 388 et La Traverse Bièvre-Montsouris du réseau de bus RATP, par la ligne 3754 du réseau de bus de Sénart, par les lignes 4502, 9114, 9115 et 9118 du réseau de bus Cœur d'Essonne, par la ligne 7805 du réseau de bus Île-de-France Ouest et, la nuit, par les lignes N14, N21, N66, N122 et N123 du réseau Noctilien.

## À proximité
- Square du Serment-de-Koufra
- Cimetière de Montrouge
- Cité internationale universitaire de Paris